# 井地さんちは素直になれない
『井地さんちは素直になれない』（いじさんちはすなおになれない）は、ぽんとごたんだによる日本の漫画作品。『まんがライフSTORIA’』（竹書房）にて、2017年4月7日から2019年10月25日まで連載された。

## あらすじ
両親が別居し、母親に引き取られた井地はるこは、高校進学のために父・井地初太郎と6年ぶりに暮らすことになる。不器用すぎる父娘はお互い好き同士でいるのに、素直になれずにすれ違いばかりを引き起こす。

## 登場人物
井地 初太郎（いじ はつたろう）
41歳。
井地 はるこ（いじ はるこ）
15歳。
井地 はるな（いじ はるな）
38歳。

## 書誌情報
- ぽんとごたんだ 『井地さんちは素直になれない』 竹書房〈バンブーコミックス〉、全4巻
  1. 2018年1月30日発売[2][3]、ISBN 978-4-8019-6168-5
  2. 2018年9月29日発売[4][5]、ISBN 978-4-8019-6399-3
  3. 2019年4月27日発売[6]、ISBN 978-4-8019-6592-8
  4. 2019年10月30日発売[7]、ISBN 978-4-8019-6782-3